# 马刺蓟
马刺蓟（学名：Cirsium monocephalum）为菊科蓟属的植物，为中国的特有植物。分布于中国大陆的甘肃、贵州、陕西、四川、湖北等地，生长于海拔1,200米至2,100米的地区，一般生长在山谷、林下、山坡林缘、灌丛中、荒地、农田以及潮湿地，目前尚未由人工引种栽培。